# Набережне (Чортківський район)
Набере́жне — село в Україні, у Золотопотіцькій селищній громаді Чортківського району Тернопільської області. Розташоване на річці Дністер, на півдні району. Населення — 236 осіб (2003). 

## Назва
Раніше називалося Повия, назване на честь першого жителя села Повияна.[джерело?]

## Географія
Розташоване на березі р. Дністер, за 30 км від найближчої залізничної станції Бучач.

## Історія
Відоме від 18 ст. як присілок с. Космирин (нараховувало 15 господарств).
Діяли «Просвіта» та інші товариства.
До 2020 підпорядковане Космиринській сільраді. 
12 червня 2020 року, відповідно до Розпорядження Кабінету Міністрів України від № 724-р «Про визначення адміністративних центрів та затвердження територій територіальних громад Тернопільської області», увійшло до складу Золотопотіцької селищної громади.
19 липня 2020 року, в результаті адміністративно-територіальної реформи та ліквідації Бучацького району, село увійшло до складу Чортківського району.

## Політика

### Парламентські вибори, 2019
На позачергових парламентських виборах 2019 року у селі функціонувала окрема виборча дільниця № 610161, розташована у приміщенні школи.
Результати
- зареєстровано 198 виборців, явка 52,53%, найбільше голосів віддано за Всеукраїнське об'єднання «Батьківщина» — 52,48%, за «Слугу народу» — 19,80%, за «Європейську Солідарність» — 7,92%.[3] В одномандатному окрузі найбільше голосів отримав Володимир Бліхар (Всеукраїнське об'єднання «Батьківщина») — 32,67%, за Аллу Стечишин (самовисування) — 23,76%, за Василя Сеника (Радикальна партія Олега Ляшка) — 11,88%[4].

## Соціальна сфера
Працює ЗОШ 1 ступеня.

## Галерея

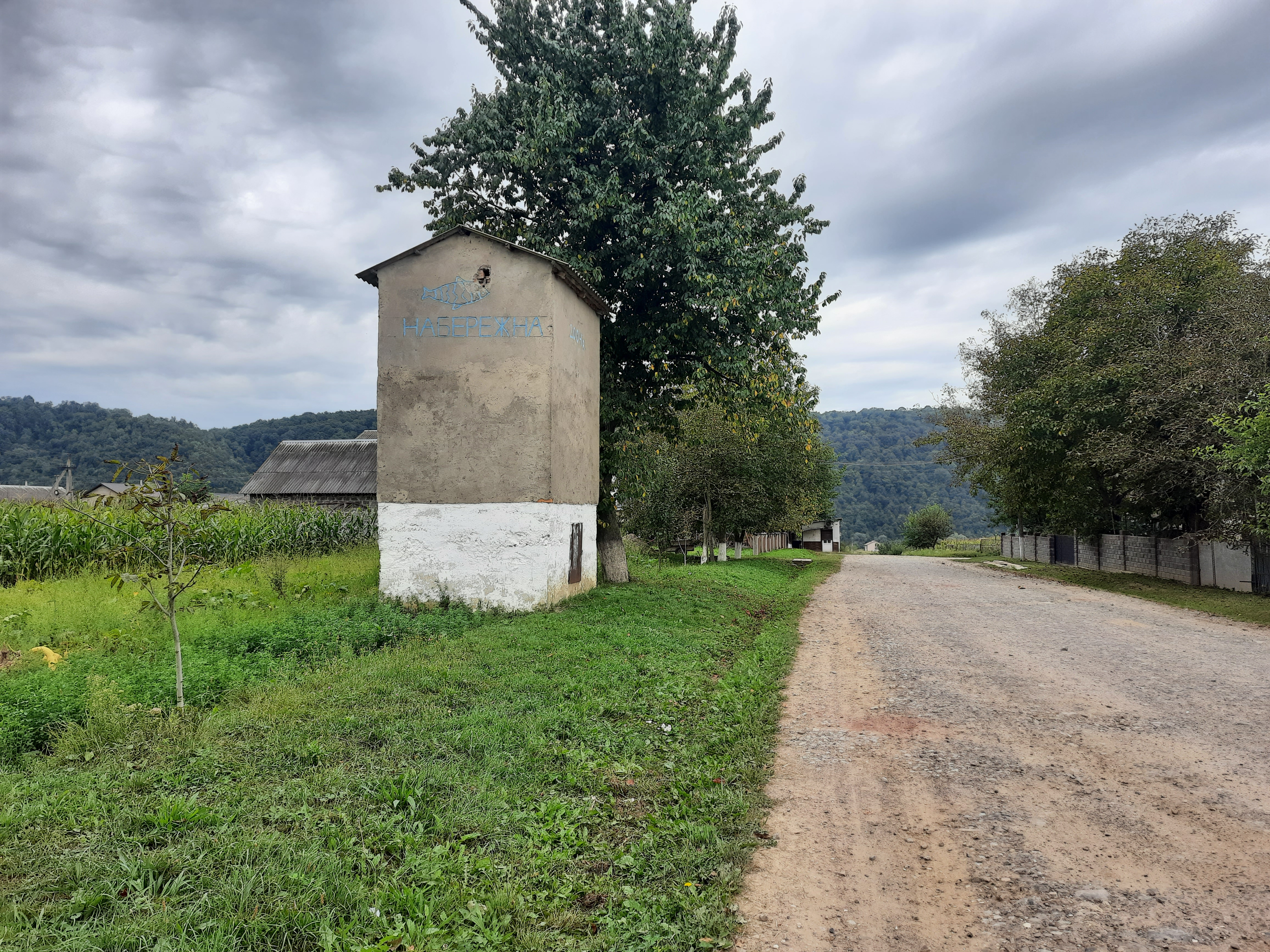
В'їзд у село
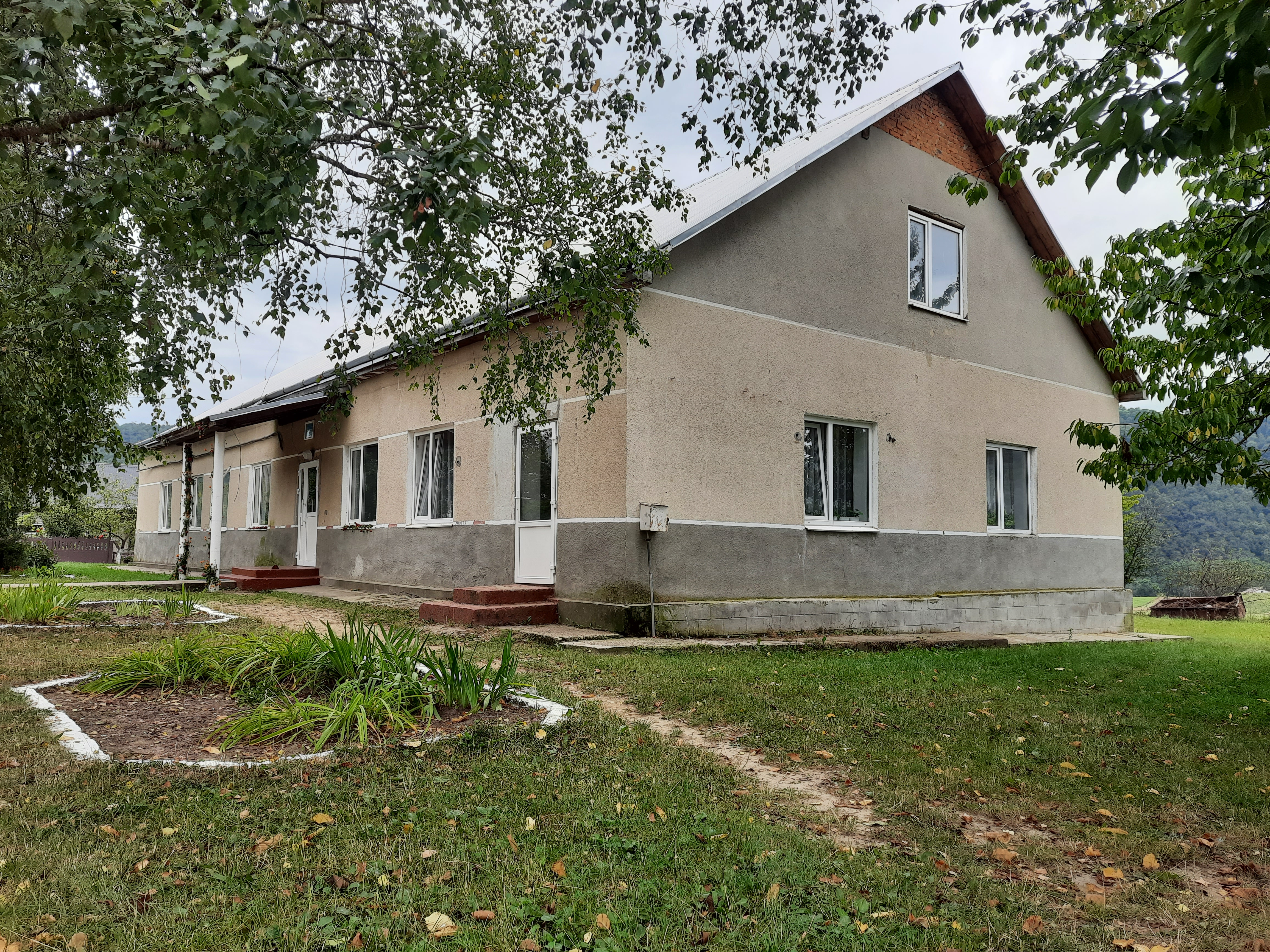
Школа початкових класів
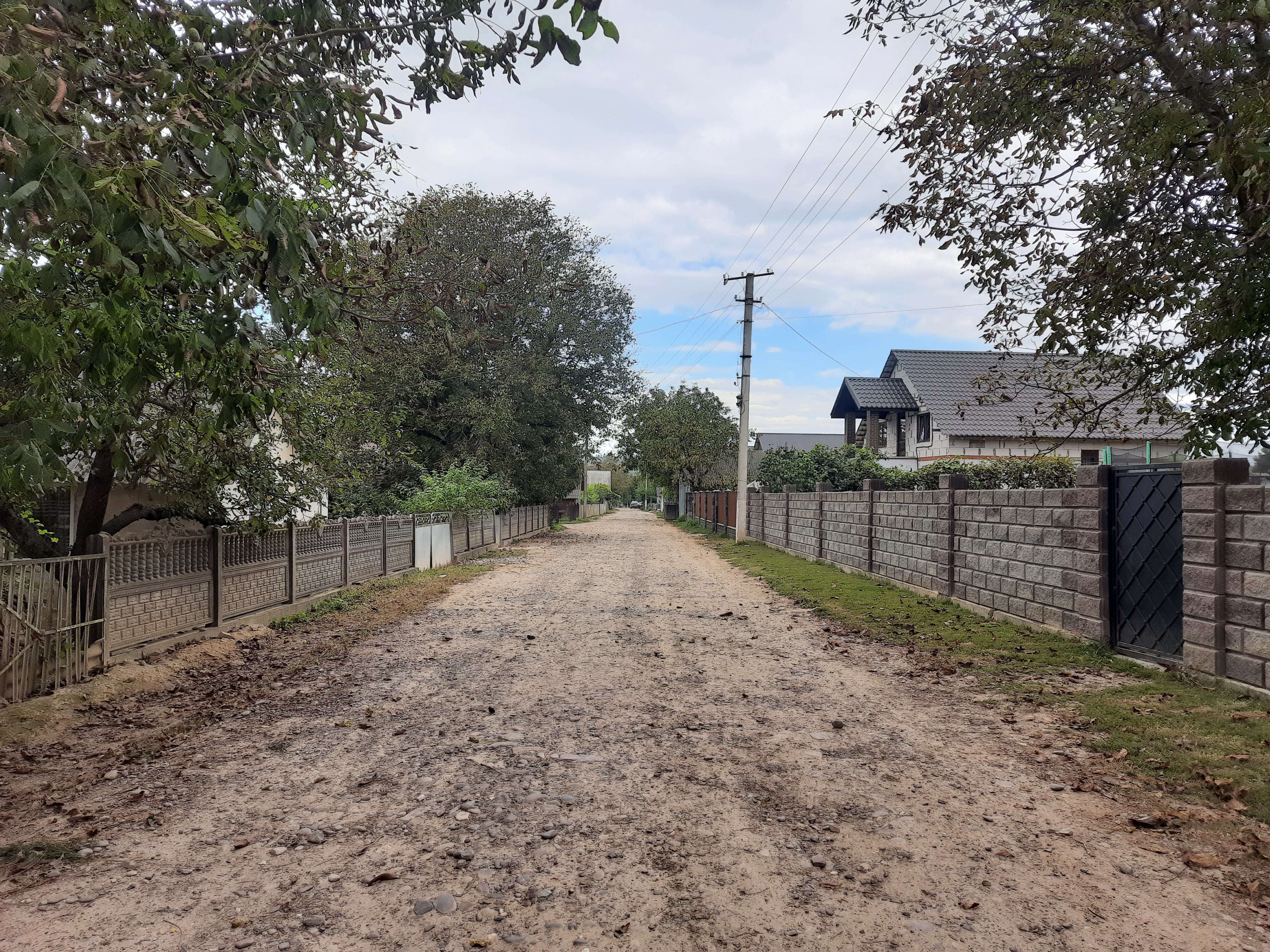
Сільська вулиця
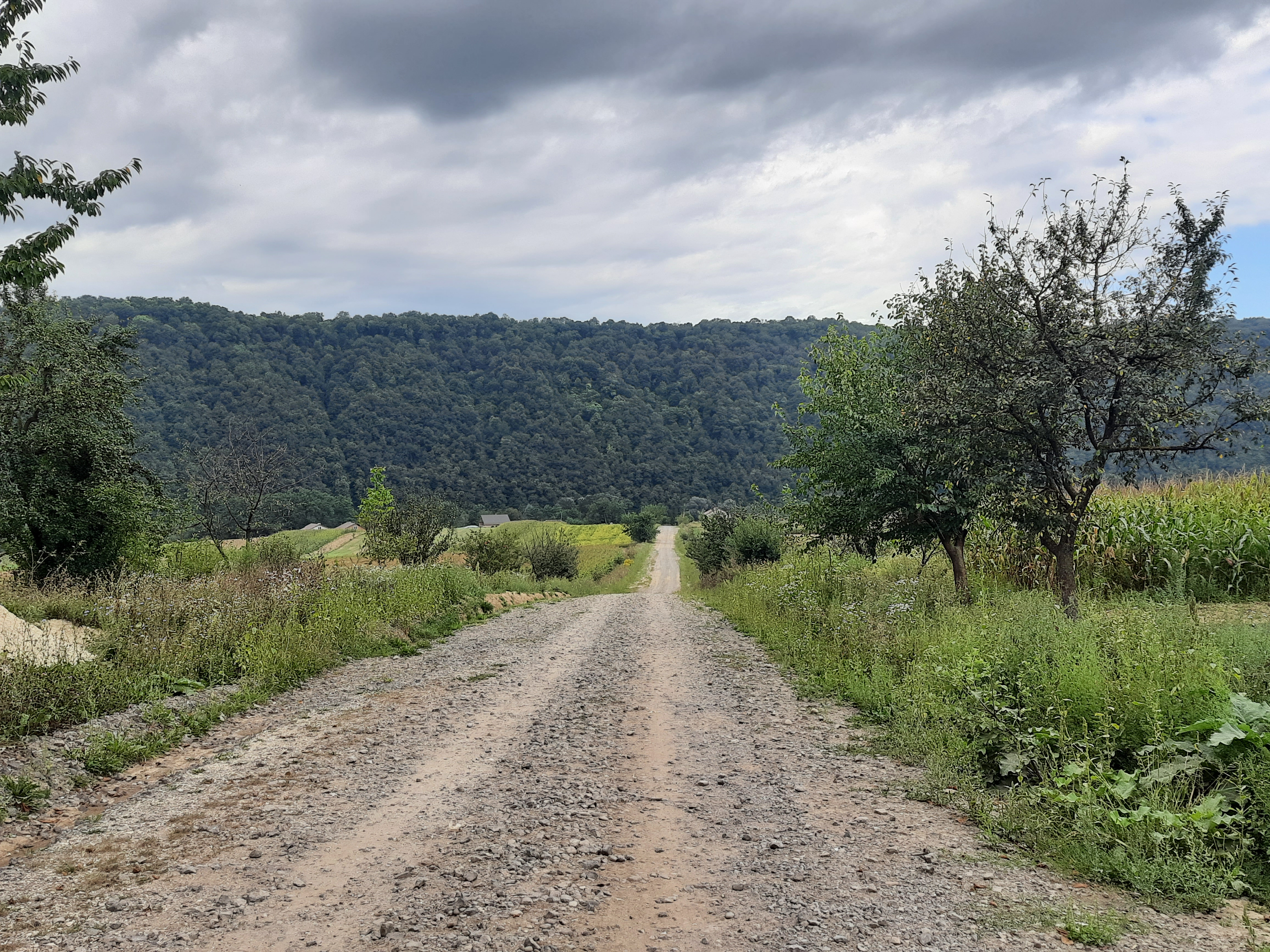
Краєвид біля села